# Hiberno-normando

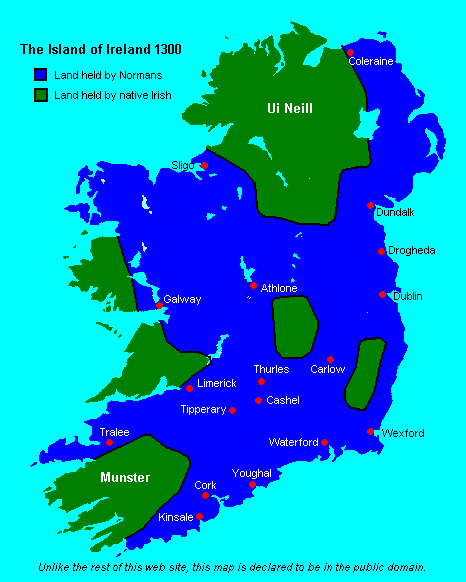
Mapa de 1300 da Irlanda

Não confundir com hiberno-nórdico, termo que corresponde à população de origem escandinava durante a expansão viquingue durante os séculos IX ao XI
O termo hiberno-normando faz referência aos lordes cambro-normandos que se assentaram em Irlanda, admitindo pouca ou nenhuma lealdade aos colonos anglo-normandos de Inglaterra. O termo refere-se tanto às origens desta comunidade como ao dialeto que usaram e desenvolveram os normandos franceses que se assentaram em Irlanda desde 1169 até o eclipse da comunidade hiberno-normanda a princípios do século XVII. Neste processo os hiberno-normandos converteram-se em Mais irlandeses que os mismísimos irlandeses (do latim Hibernioris ipsis Hibernis) o prefixo hiberno significa relativo a Irlanda ou os irlandeses, palavra proveniente de Hibérnia. Os mais citados entre eles são os Burghs (ou Família Burke), os Butlers e a dinastia Fitzgerald. (Fitz é um prefixo particularmente hiberno-normando que significa filho com o mesmo significado em francês moderno fils.)
No final do século XVI, começaram a denominar aos hiberno-normandos como aos velhos ingleses, em língua gaélica, estes eram conhecidos como os gaill ou Forasteros. No entanto aos ingleses nascidos em Inglaterra chamava-se-lhes Sasanaigh ou saxons, fato que refletem os anales ingleses distinguindo enormemente entre o termo Gaill e Sasanaigh, sendo o primeiro usado para se referir a Fionnghaill ou Dubhghaill dependendo de quanto desejava o poeta halagar a seu padrão.